# كأس ملك إسبانيا 1920
كأس ملك إسبانيا 1920 (بالإسبانية: Copa del Rey de Fútbol 1920) هو موسم من كأس ملك إسبانيا. فاز فيه نادي برشلونة.